# Panavia Tornado
Panavia Tornado este o familie de avioane bimotoare multirol, de bombardament și interceptare, dezvoltată de către compania germană Panavia Aircraf GmbH în colaborare cu Marea Britanie și Italia.
Există 3 tipuri de Tornado: originalul Tornado IDS (GR1/GR4 pentru RAF)
 Tornado ADV (F3 pentru RAF) de interceptare (scos din uz)
Tornado ECR de atac 